# Sphaerolobium vimineum
Sphaerolobium vimineum là một loài thực vật có hoa trong họ Đậu. Loài này được Sm. miêu tả khoa học đầu tiên.